# Equipo de Copa Davis de Costa Rica
El Equipo costarricense de Copa Davis, representa a Costa Rica en la competencia de Copa Davis de tenis y se rigen por la Federación Costarricense de Tenis.
Costa Rica actualmente compite en el Grupo III de la Zona Americana. Ellos han alcanzado el Grupo II de la Zona Americana, en solo cinco ocasiones, pero nunca logró superar la primera fase de esa Zona.

## Historia
Costa Rica participó en su primera Copa Davis en 1990.

## Plantel
| Jugador               | Individuales | Dobles  |
| --------------------- | ------------ | ------- |
| Ignaci Roca           | 15 - 21      | 12 - 12 |
| Pablo Núñez           | 12 - 12      | 3 - 5   |
| Julián Saborio        | 0 - 2        | 5 - 1   |
| Daniel Gutiérrez      | 0 - 0        | 0 - 1   |
| Álvaro Daniel Riveros | 0 - 0        | 5 - 1   |